# Necromys
Genre
Synonymes
- Bolomys Thomas, 1916
- Cabreramys Massoia and Fornes, 1967

Necromys est un genre de rongeurs d'Amérique du Sud appartenant à la sous-famille des Sigmodontinae. Il est proche du genre Akodon.

## Liste des espèces
Selon Mammal Species of the World (version 3, 2005)  (4 avril 2016) et ITIS (4 avril 2016) :
- Necromys amoenus
- Necromys benefactus
- Necromys lactens
- Necromys lasiurus
- Necromys lenguarum
- Necromys obscurus
- Necromys punctulatus
- Necromys temchuki
- Necromys urichi